# Ali Rameshgar
Ali Rameshgar es un deportista iraní que compitió en taekwondo. Ganó una medalla de bronce en el Campeonato Asiático de Taekwondo de 2000, en la categoría de –54 kg.

## Palmarés internacional
| Campeonato Asiático | Campeonato Asiático | Campeonato Asiático | Campeonato Asiático |
| Año                 | Lugar               | Medalla             | Categoría           |
| ------------------- | ------------------- | ------------------- | ------------------- |
| 2000                | Hong Kong (China)   | Medalla de bronce   | –54 kg              |